# کلارا جرمانا چله
کلارا جرمانا چله (به ایتالیایی: Clara Germana Cele) یک زن مسیحی اهل آفریقای جنوبی بود که گفته میشود  در سال ۱۹۰۶ میلادی دچار تسخیرشدگی شیطانی شد.

## تسخیرشدگی
گفته می‌شود کلارا در ۱۶ سالگی و زمانی که در مدرسهٔ سنت میشل در مستعمره ناتال مشغول تحصیل بود، به تسخیر شیطان درآمد. او یک دختر یتیم بود که در دوران نوزادی در کلیسای مسیحی غسل تعمید داده شده بود. کلارا بعداً طی یک اعتراف، به کشیش گفته بود که در ۱۶ سالگی با شیطان پیمان بسته بوده‌است. بر اساس نوشته‌های یک راهبه، کلارا در زمان تسخیرشدگی به زبان‌هایی که هیچ‌گاه با آن‌ها آشنایی نداشته صحبت می‌کرده‌است. این موضوع توسط شاهدان دیگری هم تأیید شده که صحبت کردن کلارا به زبان‌های نروژی، لهستانی، فرانسوی و آلمانی را گزارش کرده‌اند. به گفتهٔ آن راهبه، کلارا در آن دوره به وضوح به روشن‌بینی رسیده بود و رازهای خصوصی افرادی را عیان می‌کرد که پیش از آن با آن‌ها هیچ آشنایی نداشت. او وجود اشیاء متبرک را برنمی‌تابید و با این‌که یک دختر نحیف بود، قدرت بدنی زیادی پیدا کرده بود، به‌شکلی که راهبه‌های ساکن صومعه را کتک می‌زد یا به اطراف پرت‌شان می‌کرد. به گفتهٔ یکی دیگر از راهبه‌ها کلارا جیغ‌های وحشتناکی می‌کشید و صداهایی که از خودش ایجاد می‌کرد شبیه هیچ حیوانی نبود. به نظر می‌رسید یک گله جانور وحشی به رهبری شیطان، یک گروه کر دوزخی تشکیل داده‌اند. به گفتهٔ اطرافیان کلارا، او گاهی به‌صورت عمودی یا افقی با فاصلهٔ ۱/۵ متر بالای تختخوابش، در فضا معلق می‌ماند. طی مراسم جن‌گیری، کلارا به انجیلی که در دستان یکی از کشیش‌ها بود می‌کوبید و نزدیک بود او را خفه کند. گفته شده زمانی که از آب مقدس به جسمش پاشیدند، از حالت تسخیرشدگی بیرون آمد.